# Edith Teichmann

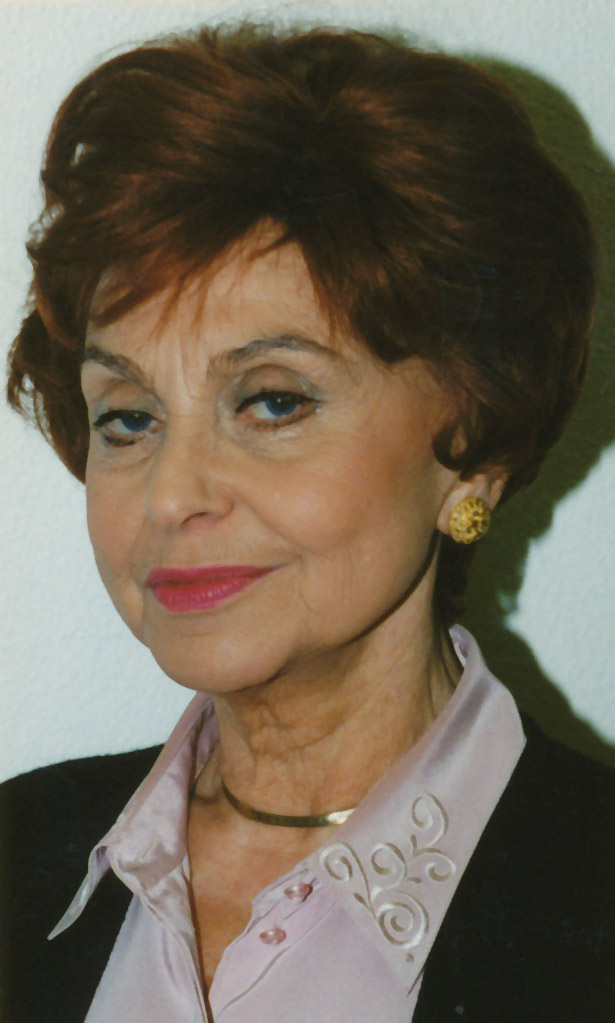
Edith Teichmann

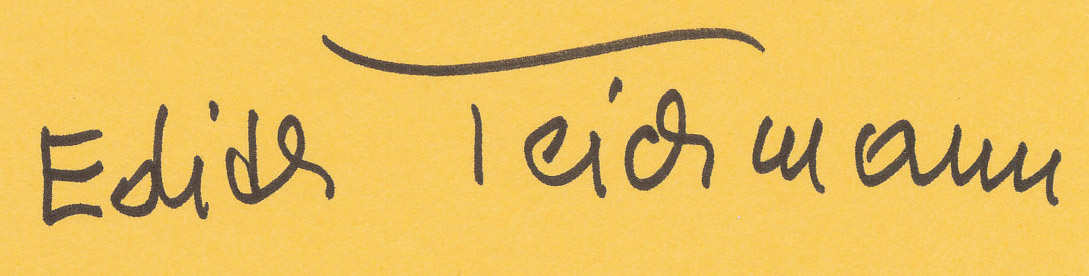
Unterschrift von Edith Teichmann

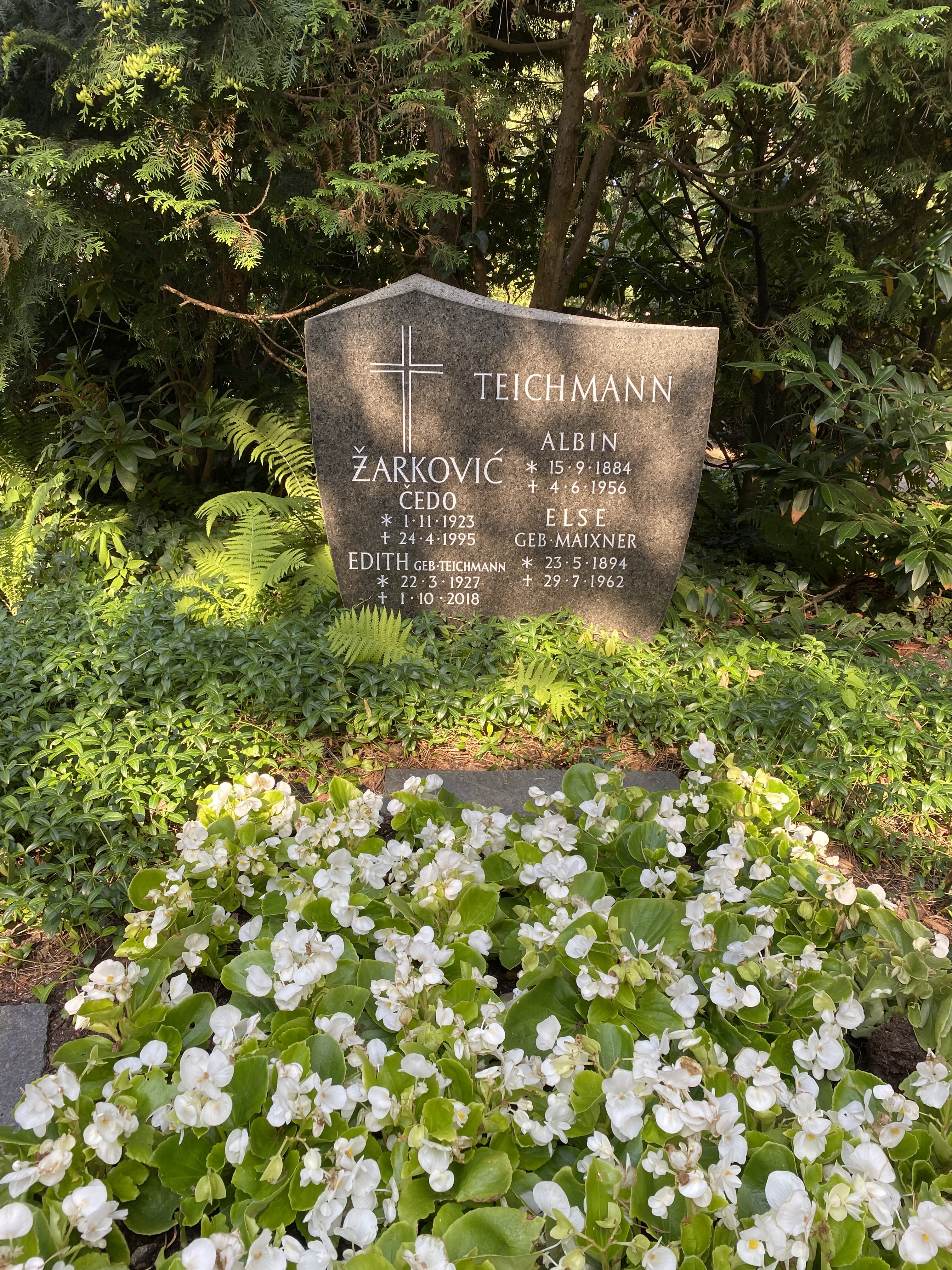
Grabstätte auf dem Waldfriedhof Dahlem

Edith Teichmann (* 22. März 1921 in Leipzig; † 1. Oktober 2018 in Berlin, Ehename: Edith Zarkovic) war eine deutsche Schauspielerin sowie Hörspiel- und Synchronsprecherin.

## Leben
Durch die Besuche der alljährlichen Märchenaufführungen am Alten Theater ihrer Heimatstadt wurde in der Tochter des Inhabers eines Friseur- und Kosmetikgeschäftes der Drang zur Bühne geweckt. Mit 14 Jahren feierte sie am Alten Theater ihr Debüt in der Titelrolle des Märchens Peterchens Mondfahrt. Anschließend erhielt sie Ballettunterricht an der Leipziger Oper unter Erna Abendroth und nahm später Schauspielunterricht bei Lotte Gruner in Dresden, wo sie im Frühjahr 1938, gemeinsam mit ihrer Leipziger Mit-Elevin Maria Milde, ein Engagement am Operettentheater erhalten hatte.
Nach dem Krieg stand sie auf zahlreichen Theaterbühnen Deutschlands und der Schweiz. Eine wichtige Station waren dabei die drei Spielzeiten am Düsseldorfer Schauspielhaus unter Gustaf Gründgens.
In Film und Fernsehen wirkte sie unter anderem 1961 in dem Edgar-Wallace-Film Der grüne Bogenschütze und 1980 in der Fernsehkomödie Mein Gott, Willi! mit.
Von 1950 bis 1953 synchronisierte Edith Teichmann die Filme Verbrechen ohne Schuld, Dick und Doof erben eine Insel und Liebenswerte Frauen?. 1965 übernahm sie eine Rolle als Synchronsprecherin für den Film Der Verführer läßt schön grüßen. Bei der Kinderhörspielreihe Bibi Blocksberg war sie die Stimme von Tante Amanda (Folge 1–40, ab 1980).
Von 1987 bis 1994 war sie als Werke bei den Berliner Jedermann-Festspielen zu sehen.
Seit 1948 war sie auch als Hörspielsprecherin bei verschiedenen deutschen Funkhäusern beschäftigt. So sprach sie beispielsweise 1951 die weibliche Hauptrolle in Das kurze glückliche Leben des Francis Macomber von Ernest Hemingway.
Aus einer Beziehung mit dem Schauspieler Heinz Drache entstammt ihre 1948 geborene Tochter Angelika. Sie war mit dem 1995 verstorbenen jugoslawischen Schauspieler und Sänger Čedo Žarković verheiratet.
Edith Teichmann wurde auf dem Waldfriedhof Dahlem beerdigt. Die Grabstätte liegt in Feld 011-449.

## Filme (als Synchronsprecherin)
- 1950: Verbrechen ohne Schuld (für Maj Zetterling)
- 1951: Dick und Doof erben eine Insel (für Suzy Delair)
- 1952: Auf den Straßen von Paris (für Odette Laure)
- 1953: Liebenswerte Frauen? (für Antonella Lualdi)
- 1965: Der Verführer läßt schön grüßen (für Millicent Martin)

## Filmografie (Auswahl)
- 1954: Das Ministerium ist beleidigt
- 1956: Das Konzert
- 1959: Peterchens Mondfahrt
- 1959: Das schöne Abenteuer
- 1961: Der grüne Bogenschütze
- 1961: Die Sache mit dem Ring
- 1965: Gewagtes Spiel (Folge: Der Skorpion)
- 1967: Der Renegat
- 1968: 69 Liebesspiele
- 1969: Helgalein
- 1970: Drüben bei Lehmanns (Folge: Die Erbschaft)
- 1973: Das sündige Bett
- 1977: Drei Damen vom Grill (Gastauftritt)
- 1979: Kommissariat 9 (Folge: An der richtigen Quelle)
- 1980: Mein Gott, Willi!
- 1982: Mein Sohn, der Minister
- 1985: Die Mitläufer
- 1986: Meier
- 1987: Komplizinnen
- 1988: Großstadtrevier (Folge: Das Tagebuch)
- 1989: Tatort – Keine Tricks, Herr Bülow
- 1990: Kaffeeklatsch
- 1994: Der Menschenfresser
- 1994: Im Namen des Gesetzes (Gastauftritt)
- 1999: Die Sternbergs – Ärzte, Brüder, Leidenschaften
- 2001: Julietta

## Hörspiele
- 1948: Jacobowsky und der Oberst (nach Franz Werfel) – Regie: Theodor Haerten
- 1950: Der Andere – Regie: Eduard Hermann
- 1950: Mein Faust; 1. Teil: Lust, das Fräulein von Kristall – Regie: Wilhelm Semmelroth und Anton Krilla
- 1951: Das kurze glückliche Leben des Francis Macomber (nach Ernest Hemingway) – Regie: Ludwig Cremer
- 1952: Die verlorene Stunde – Regie: Wilm ten Haaf
- 1952: Wir kennen uns nicht mehr – Regie: Wilhelm Semmelroth
- 1953: Lilofee – Regie: Heinz-Günter Stamm
- 1953: Ein Weihnachtslied (nach Charles Dickens) – Regie: Heinz-Günter Stamm
- 1954: Hinter sieben Fenstern brennt noch Licht – Regie: Heinz-Günter Stamm
- 1955: Ich wünsche mir einen Mann – Regie: Heinz-Günter Stamm
- 1956: Der liebe Augustin – Regie: Walter Knaus
- 1956: Der Zöllner Matthäus – Regie: Ulrich Lauterbach
- 1956: Sergei Henning Janters wunderbare Meerfahrt – Regie: Gustav Burmester
- 1957: Der Feind des Präsidenten – Regie: Ulrich Lauterbach
- 1957: Inspektor Hornleigh auf der Spur (10) – Regie: Hermann Pfeiffer
- 1957: Amerika (nach Franz Kafka) – Regie: Ludwig Cremer
- 1958: Ein neuer Fall für Dr. Morelle (3. Folge) – Regie: Oskar Nitschke
- 1958: Das flämische Freiheitslied. Die Geschichte Till Eulenspiegels und Lamme Goedzaks – Regie: Ludwig Cremer
- 1958: Der Mann im Turm – Regie: Wolfgang Hoffmann-Harnisch
- 1959: Eduard und Caroline – Regie: Raoul Wolfgang Schnell
- 1959: Woyzeck (nach Georg Büchner) – Regie: Herbert Maisch
- 1960: Duell – Regie: Paul Land
- 1960: New Yorker Notturno – Regie: Oskar Nitschke
- 1960: Eifersucht – Regie: Paul Land
- 1961: Der Chefsekretär überlistet das Schicksal – Regie: Peter Arthur Stiller
- 1961: Die Herzogin von Langeais – Regie: Theodor Steiner
- 1962: Höllenfahrt – Regie: ? Mayer
- 1963: Achtung – Grün! – Regie: Oskar Nitschke
- 1965: Verdacht – Regie: Paul Land
- 1965: Wer zuletzt lacht … – Regie: Paul Land
- 1967: Cha-Cha-Cha – Regie: Paul Land
- 1969: Cagliostro & Co – Regie: Karl Ebert
- 1970: Das Epitaph – Regie: Christopher Holme
- 1980: Der Maulkorb (nach Heinrich Spoerl) – Regie: Leopold Reinecke
- 1985: Kocko & Rocko – Regie: Toyo Tanaka
- 1989: Der 1. Fall (Nominativ) oder: Die drei Freunde und die Trüffelbande – Regie: Ulli Herzog
- 1990: Ein Pflichtmandat – Regie: Robert Matejka
- 2000: Drei Totengesänge für das Kosovo – Regie: Klaus Wirbitzky